# Вилета (Лука)
Вилета је насеље у Италији у округу Лука, региону Тоскана.
Према процени из 2011. у насељу је живело 351 становника. Насеље се налази на надморској висини од 419 м.